# Amplinus kalonotus
Amplinus kalonotus är en mångfotingart som först beskrevs av Carl Graf Attems 1899.  Amplinus kalonotus ingår i släktet Amplinus och familjen Aphelidesmidae. Inga underarter finns listade i Catalogue of Life.